# Eliezer ben Jacob II
Eliezer ben Jacob II (ebraico: רבי אליעזר בן יעקב השני) (Israele, ... – ...; fl. II secolo) era un saggio ebreo, rabbino Tanna, del II secolo e.v. - annoverato tra i discepoli più giovani di Rabbi Akiva che sopravvissero alla caduta del Forte di Bethar e le successive persecuzioni dell'Imperatore Adriano.
Con i sopravvissuti ebbe numerosi dibattiti halakhici. Fu il fondatore di una scuola citata nel Talmud col suo nome, "Debe Rabbi Eliezer ben Jacob", che a volte si opponeva alla scuola "Debe Rabbi Ishmael"

## Insegnamenti
Come il suo omonimo più anziano, Eliezer ben Jacob I, Eliezer II è citato sia nella Halakhah che nell'Aggadah. Sull'ingiunzione del passo biblico dal Deuteronomio 22:5, "La donna non indosserà abiti da uomo, né l'uomo indosserà abiti da donna", Eliezer afferma che una donna non deve mai portare armi o andare in guerra, e che l'uomo non deve usare ornamenti che le donne di solito indossano. Eliezer ha anche detto: "Chiunque esegua un'azione pia si guadagna un difensore [innanzi al Cielo], e chiunque commette un peccato si crea un accusatore. Penitenza e opere pie costituiscono uno scudo contro le visite celesti".
Si racconta di lui che una volta cedette il posto d'onore ad un povero cieco. La distinzione così conferita al visitatore da un uomo di tal fama indusse poi la gente generosamente a prendersi cura dell'indigente che, quando si rese conto della causa della sua fortuna, ringraziò il suo autore e disse: "Tu hai mostrato benevolenza a colui che è visto ma non può vedere: possa Colui che vede ma non può essere visto, ascoltare le tue preghiere e mostrarti benevolenza".